# Mellenbach-Glasbach
Mellenbach-Glasbach là một đô thị thuộc huyện Saalfeld-Rudolstadt, trong bang Thüringen, nước Đức. Đô thị Mellenbach-Glasbach có diện tích 8,71 km².